# Mission Hill (série télévisée d'animation)
Pour les articles homonymes, voir Mission Hill.
Mission Hill est une série télévisée d'animation américaine en treize épisodes d'environ 22 minutes, diffusée entre le 24 septembre 1999 et le 16 juillet 2000 sur le réseau The WB et entre le 14 juillet et le 11 août 2002 sur Adult Swim.
Cette série est inédite dans tous les pays francophones.

## Fiche technique
Sauf indication contraire, les informations mentionnées dans cette section peuvent être confirmées par la base de données cinématographiques IMDb,  présente dans la section « Liens externes ».
- Titre original : Mission Hill
- Réalisation : Lauren MacMullan, Mike Kim, Tricia Garcia, Scott Alberts, Dominic Polcino, Ilya Skorupsky, Michael Dante DiMartino, Gary McCarver, Jim Shellhorn, Cynthia Wells et Christian Roman
- Scénario : Bill Oakley, Josh Weinstein, Michael Panes, Andrew Kreisberg, Ben Kull, Aaron Ehasz, J. David Stern, David N. Weiss, Robin Stein, Dan McGrath, Rachel Pulido, Rob Schwartz et Rich Siegel
- Animation : Dave Corwin, Oliver Guse, Dallas Bolton, Rebecca Dart et Julie Forte
- Musique : Eric Speier
- Casting : Brian Myers
- Production : Colin A. B. V. Lewis, Michael Wolf et Don Spencer
  - Coproducteur : Michael Panes, J. David Stern, David N. Weiss, Christine Griswold
  - Supervision de la production : Dan McGrath
  - Producteur délégué : Bill Oakley, Josh Weinstein, David Pritchard et Lolee Aries
  - Producteur associé : Denyse Ouellette
- Sociétés de production : Film Roman et Castle Rock Entertainment
- Société de distribution : Warner Bros. Television
- Chaîne d'origine : The WB Television Network et Adult Swim
- Pays d'origine :  États-Unis
- Langue originale : anglais
- Genre : Comédie dramatique et sitcom
- Durée : entre 21 et 23 minutes

## Voix originales
- Wallace Langham : Andrew French
- Scott Menville : Kevin French
- Brian Posehn : James Kuback
- Vicki Lewis : Posey Tyler et Natalie Leibowitz-Hernandez
- Nick Jameson : Gus Duncz et Ron
- Tom Kenny : Wally Langford
- Herbert Siguenza : Carlos Hernandez
- Jane Wiedlin : Gwen
- Josh Weinstein : Toby Mundorf
- Bill Oakley : George Bang
- Tress MacNeille : Dakota
- Lisa Arch : Tina
- Dave Thomas : M. Czelanski
- David Clennon : Le boss
- Jennifer Jason Leigh : Eunice Eulmeyer

## Épisodes
1. Pilot (or The Douchebag Aspect)
2. Andy Joins the PTA (or Great Sexpectations)
3. Kevin's Problem (or Porno for Pyro)
4. Andy Vs. The Real World (or The Big-Ass Viacom Lawsuit)
5. Andy and Kevin Make a Friend (or One Bang for Two Brothers)
6. Andy Gets a Promotion (or How to Get Head in Business Without Really Trying)
7. Kevin Vs. the SAT (or Nocturnal Admissions)
8. Unemployment Part 1 (or Brother's Big Boner)
9. Unemployment Part 2 (or Theory of the Leisure Ass)
10. Kevin Finds Love (or Hot for Weirdie)
11. Stories of Hope and Forgiveness (or Day of the Jackass)
12. Happy Birthday, Kevin (or Happy Birthday, Douchebag)
13. Plan 9 from Mission Hill (or I Married a Gay Man from Outer Space)

### Épisodes en projet (non-terminés)
1. Meditations on a Career in Advertising (or Supertool)
2. To Grandmother's House We Go (or Freaky Weekend in the Crappy Crudwagon)
3. Pretty in Pink (or Crap Gets in Your Eyes)
4. Death of a Yale Man (or Premature Metriculation)
5. Bye Bye Nerdy (or I Was a Teenage Porn Star)